# Tilman-François Suys
Tilman-François Suys o Tieleman Franciscus Suys (Ostende, 1 de julio de 1783 – Wingene, cerca de Brujas, 11 de julio de 1861) fue un arquitecto belga, arquitecto de la corte de los reyes Guillermo I (r. 1815-1840) y Leopoldo I (r. 1831-1865), y un importante representante de la arquitectura neoclásica tanto en Bélgica como en los Países Bajos. Su obra atestigua la transición entre el neoclasicismo y una arquitectura más moderna, influenciada por el neorrenacimiento  italiano. Luchó por la sencillez y la armonía, aunque también fue uno de los primeros en diseñar edificios eclécticos.

## Biografía
Suys era hijo de Tilman Suys y Marie Sarazin. Tras estudiar en la Academia de Bellas Artes de Brujas (1800-1804), viajó a París para completar su formación arquitectónica. Suys ingresó en la École des beaux-arts  (1805-1812) y fue admitido, en 1808, en el estudio de Charles Percier. Tras ganar el Premio de Roma en 1812 por un proyecto de hospicio, se alojó en la Villa Medici (1813-1817) donde estudió los edificios clásicos y templos romanos y participó en las primeras excavaciones arqueológicas del foro romano. Durante su estancia en Roma, se convirtió en un protegido del rey Guillermo I, el nuevo rey de las provincias de Bélgica y Países Bajos unificada en el Reino Unido de los Países Bajos.
En 1817 se instaló en Amsterdam, donde se convirtió en profesor y en 1820 en  director de la clase de arquitectura en la Academia de Bellas Artes. Se casó con Rosalie Deridder en 1820. En 1825 se convirtió en arquitecto del rey Guillermo I de los Países Bajos  y en tanto que arquitecto de la corona dirigió la reconstrucción de la iglesia luterana Redonda (1823-1826) (Ronde Lutherse Kerk) tras un incendio, en la que diseñó la fachada del órgano (y también la del órgano de la Iglesia Dom de Utrecht, construidas ambas por la empresa Bätz). Durante este período, su estilo estuvo marcado por el estilo Imperio creado para Napoleon por su maestro Charles Percier y Pierre Fontaine.
A partir de 1825, Suys estuvo empleado en una serie de encargos reales en Bruselas, ciudad que, junto con La Haya en la provincia de Holanda, había recibido el título de capital del nuevo reino recién establecido. Sus proyectos en Bruselas tenían un carácter más neoclásico. Se le confió la construcción de la Puerta Guillaume. Luego sucedió a Charles Vander Straeten en el cargo de arquitecto del rey y participó, como tal, en numerosos proyectos públicos: finalización del Palacio de las Academias, unificación de la fachada con un peristilo y diseño interior del palacio real,  ampliación del Pabellón de Tervuren, invernaderos del Jardín Botánico, en el que destaca el uso innovador de la construcción de hierro y vidrio.
Durante la Revolución belga de 1830, que estableció la independencia de Bélgica de los Países Bajos, su casa y todos sus archivos fueron destruidos, pero se adaptó al nuevo reino y permaneció en Bruselas, donde se convirtió en un arquitecto influyente y profesor en la Academia (1835-1861). Se dedicó principalmente a la restauración de los monumentos históricos de la nueva nación. Algunos de estos proyectos, especialmente sus restauraciones neogóticas, no fueron históricamente precisas y luego fueron duramente criticadas. Su renovación (comenzada en 1832) del castillo de Bouchout medieval en Meise, cerca de Bruselas, incluyó no sólo adiciones neogóticas sino también el ejemplo más antiguo de arquitectura interior neorrenacimiento flamenco en Bélgica. Miembro fundador, desde 1835, de la Commission royale des Monuments, continuó consagrando una parte importante de su tiempo a la restauración de monumentos antiguos, como la flecha del Ayuntamiento de Bruselas, los edificios del Senado y del Parlamento belgas, la puerta de Halle y numerosas iglesias, incluida la catedral de San Miguel y Santa Gúdula de Bruselas, entonces colegiata.
Suys también participó en proyectos a escala urbana, en particular en el proyecto del Barrio Leopoldo, que se le encargó en la década de 1830 y se llevó a cabo en los años siguientes. Finalmente, Suys diseñará otros edificios en el nuevo barrio diseñado por él: un ejemplo de edificio monumental fue la iglesia de San José (1842-1849) de estilo italiano en la Frère-Orbansquare. En el ámbito privado, construyó el castillo Warocqué en Mariemont (1831-1836), no lejos de las ruinas de la residencia de verano de los gobernadores generales de Austria, el ala derecha del palacio Arenberg (1830-1837) enfrente del Petit Sablon, restauró el castillo Bouchout (1832) en Meise y construyó la villa Cazeaux en Bruselas (1835).
1838 marcó un punto de inflexión en su carrera porque cesaron los encargos oficiales y se centró principalmente en la construcción y restauración de numerosas iglesias en Bruselas, incluida la iglesia de San José. Inspiró en gran medida la construcción del distrito Leopoldo.
Aunque belga, Suys continuó recibiendo encargos en los Países Bajos, por ejemplo la Iglesia de Moisés y Aarón en Ámsterdam (1831-1847), la iglesia De Star  (1848-1849), la Groenmarktkerk en Haarlem (1844), la Teresiakerk de La Haya (1839-1841) o la Boskantkerk (1843-1845), hoy desaparecida, todavía en La Haya. En Utrecht construyó la casa de campo Het Hoogeland (1824) y dirigió la reconstrucción de la catedral de San Martín.
De 1835 a 1861, Suys fue profesor en la Real Academia de Bellas Artes de Bruselas, donde entre sus alumnos se encontraban todos los talentos de la nueva generación de arquitectos belgas: Hendrik Beyaert, Joseph Poelaert y Alphonse Balat. A través de su enseñanza influyó profundamente en la arquitectura belga posterior tanto en el estilo neoclásico como en el ecléctico o estilos revivalistas.
Tilman-François Suys fue el padre y maestro de Léon-Pierre Suys (1823-1887), quien también jugaría un papel importante como arquitecto y urbanista en la Bélgica del siglo XIX.
Tilman-François Suys murió en el castillo De Muncken en Wingene, propiedad de su esposa (su padre lo había comprado en la abadía de Duinen en Brujas). Suys fue enterrado en el cementerio de Laeken, bajo una lápida diseñada por su hijo.

## Enfoque arquitectónico
Figura emblemática de la transición entre la arquitectura neoclásica y el neorrenacimiento, junto con Renard o Roelandt, Suys se distinguió por una tendencia hacia la racionalidad y la simplicidad. Se caracterizó por una notable capacidad de adaptación a las condiciones locales —clima, materiales, etc.—, por su curiosidad por la arquitectura vernácula y las tradiciones regionales. Al abogar por el uso de vidrio y la piedra azul de las canteras valonas, símbolo de la industria nacional, rompió con el aspecto tradicional de las fachadas bruselenses, revestidas y pintadas en colores claros, heredadas del clasicismo.

## Principales realizaciones

### Arquitectura publica
- 1822-1826: Reconstrucción (después de un incendio) de la Iglesia luterana Redonda, en Amsterdam (en colaboración con el arquitecto Jan de Greef).
- 1820: Puerta Guillaume - Bruselas (destruida)
- 1824-1831: Catedral de San Martín - Utrecht (reconstrucción)
- 1825-1826: Palais des Académies de Bruselas, antiguo palacio del Príncipe de Orange (finalización de los diseños del arquitecto Charles Vander Straeten tras su despido por sobrepasar el presupuesto)
- Orangerie e invernaderos del pabellón real - Tervueren (destruido)
- 1826-1829: Palacio Real de Bruselas (unificación de la fachada mediante un peristilo con columnas, destruido; acondicionamiento de las salas ceremoniales)
- 1826-1834: Invernaderos del Jardín Botánico de Bruselas (proyecto parcialmente realizado)
- 1830-1837: plan de acondicionamiento del quartier Léopold de Bruselas
- 1837-1841: Iglesia de San Antonio (Sint-Anthoniuskerk), más conocida como iglesia de Moisés y Aarón  (Mozes en Aäronkerk), en Amsterdam
- 1839-1841: Teresiakerk - La Haya
- 1842-1849: Iglesia de San José en Bruselas, Quartier Léopold
- 1842: Iglesia de San Martín, de estilo neogótico, en Jemeppe-sur-Sambre
- 1843-1844: Iglesia del Mercado Verde (Groenmarktkerk) en Haarlem
- 1843-1845: Boskantkerk - La Haya
- 1847-1850: Iglesia de San Jorge (Sint-Joriskerk), de estilo neogótico, en Amberes
- 1848-1849: De Star - Amsterdam
- 1849: Campanario de la iglesia de Santiago de Coudenberg, en Bruselas

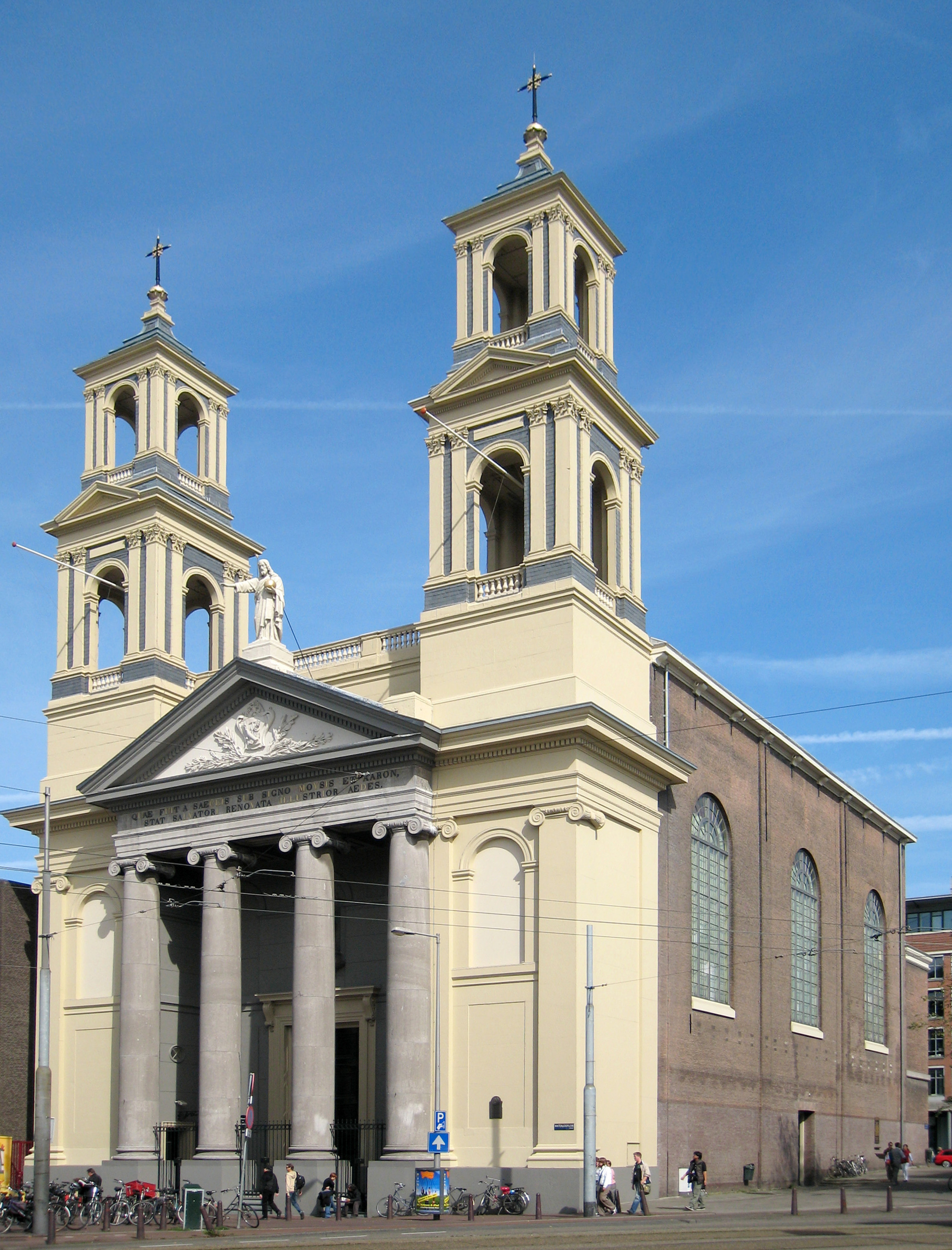
Iglesia de Moisés y Aarón (1837-1841) de Amsterdam
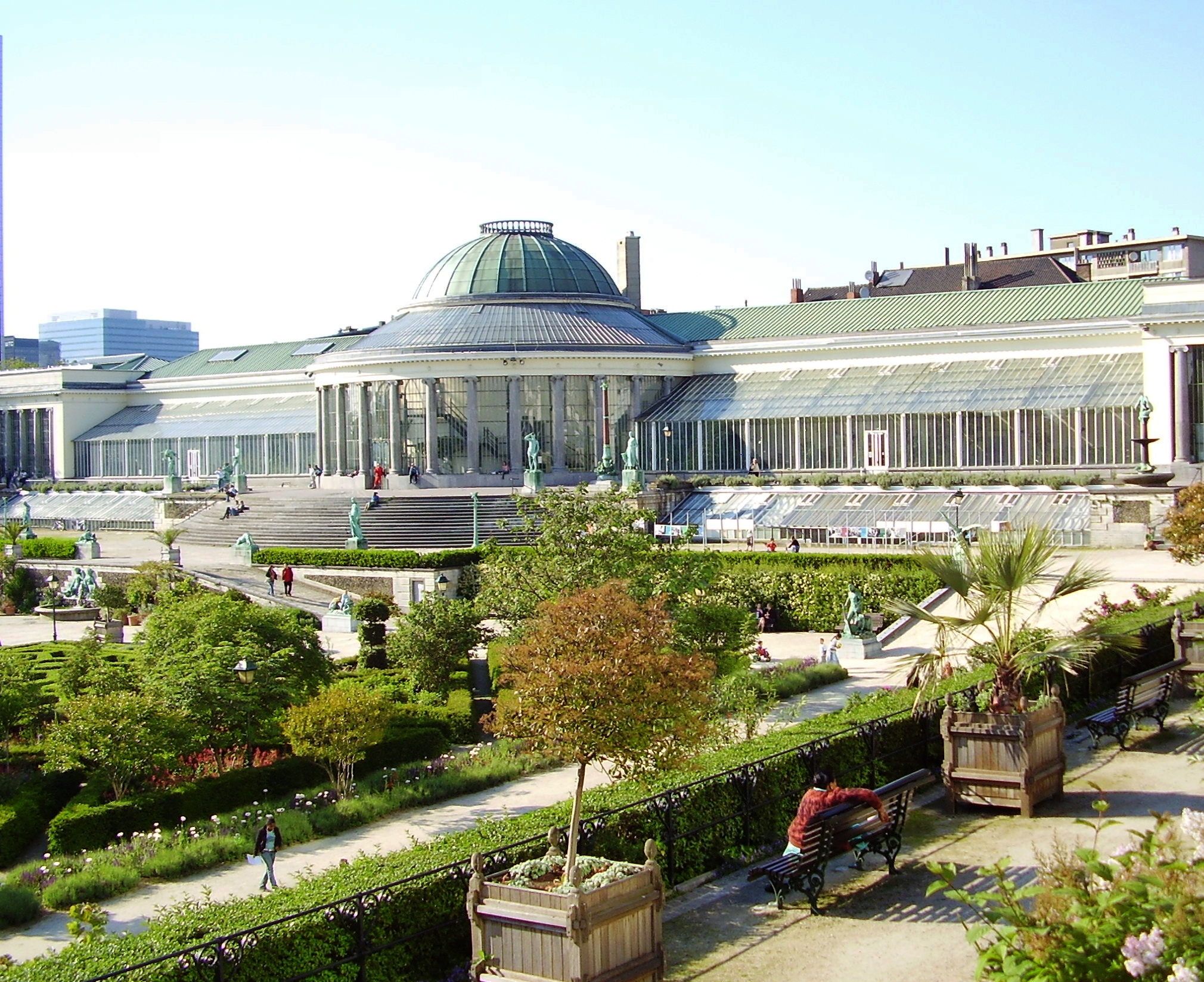
Jardín Botánico de Bruselas (1829-1834)
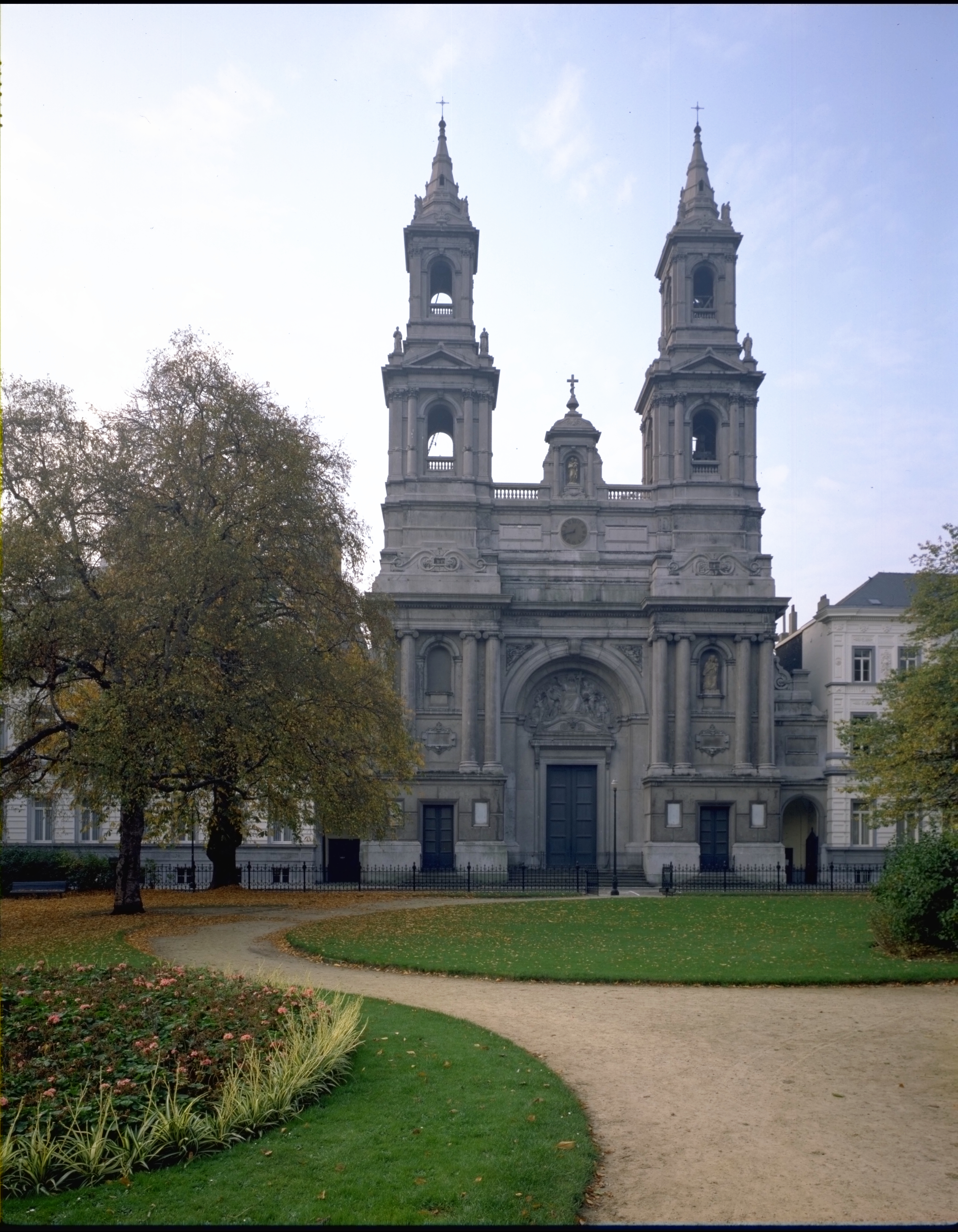
Iglesia de San José (1842-1849) de Etterbeek
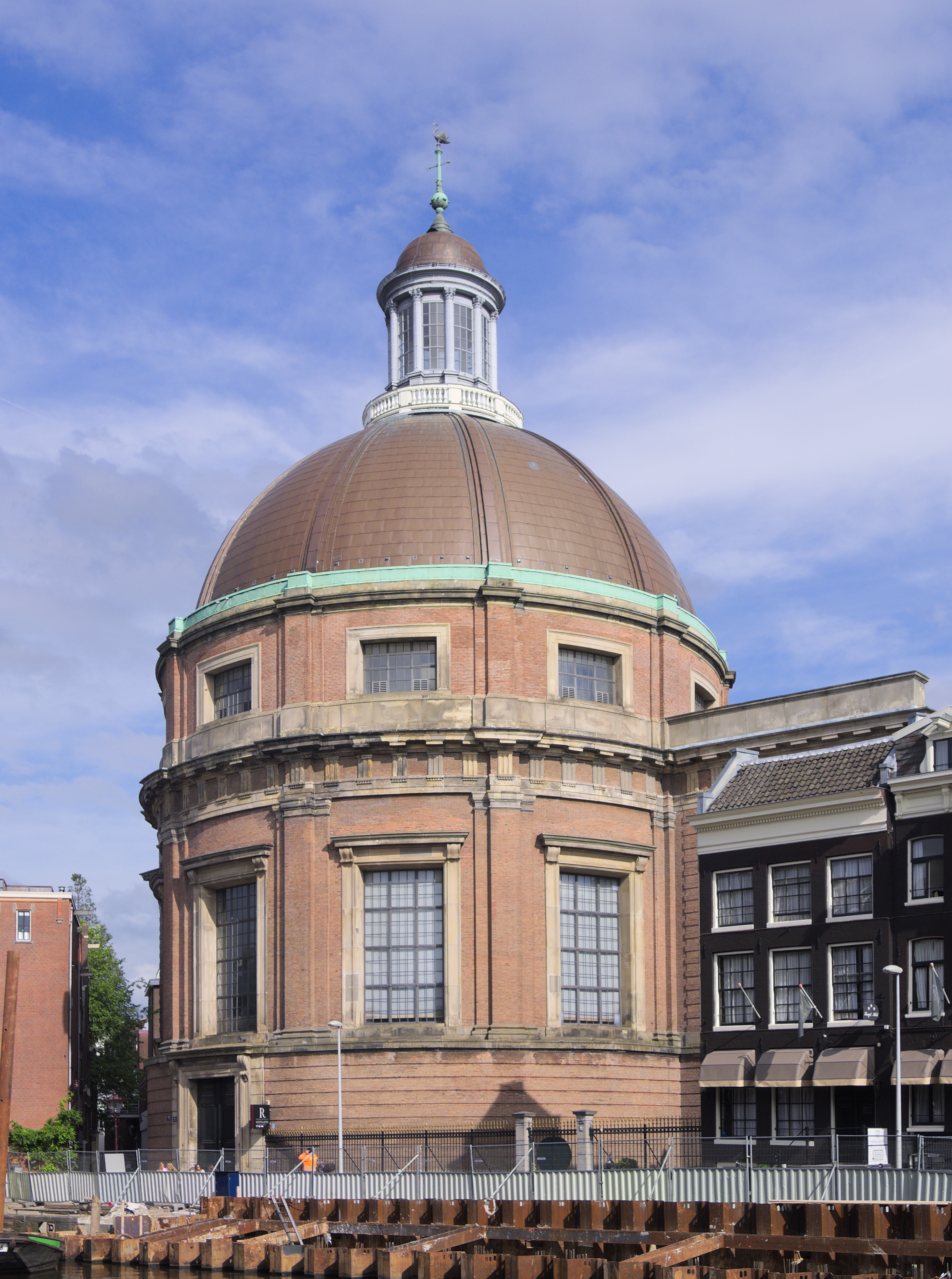
Iglesia luterana Redonda en Amsterdam
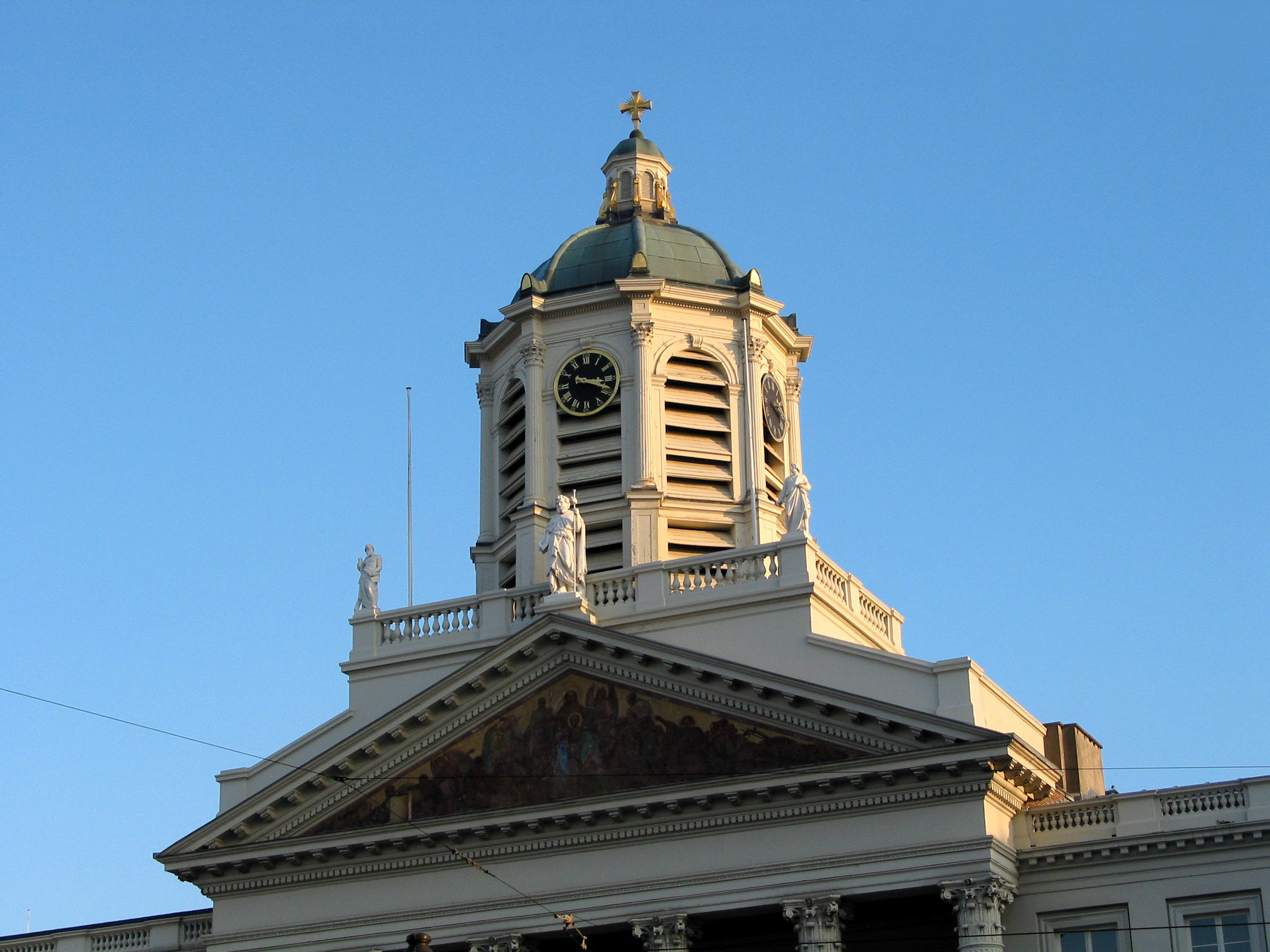
Campanario de la iglesia de Santiago de Coudenberg, Bruselas
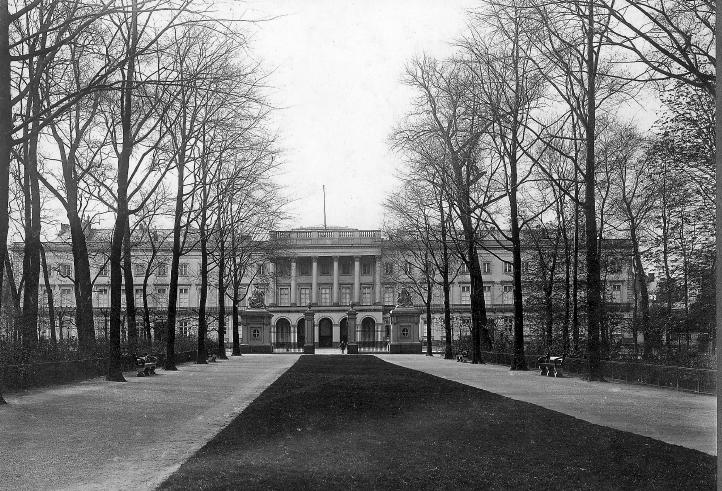
Former façade of the Royal Palace, Brussels (1820–1829)
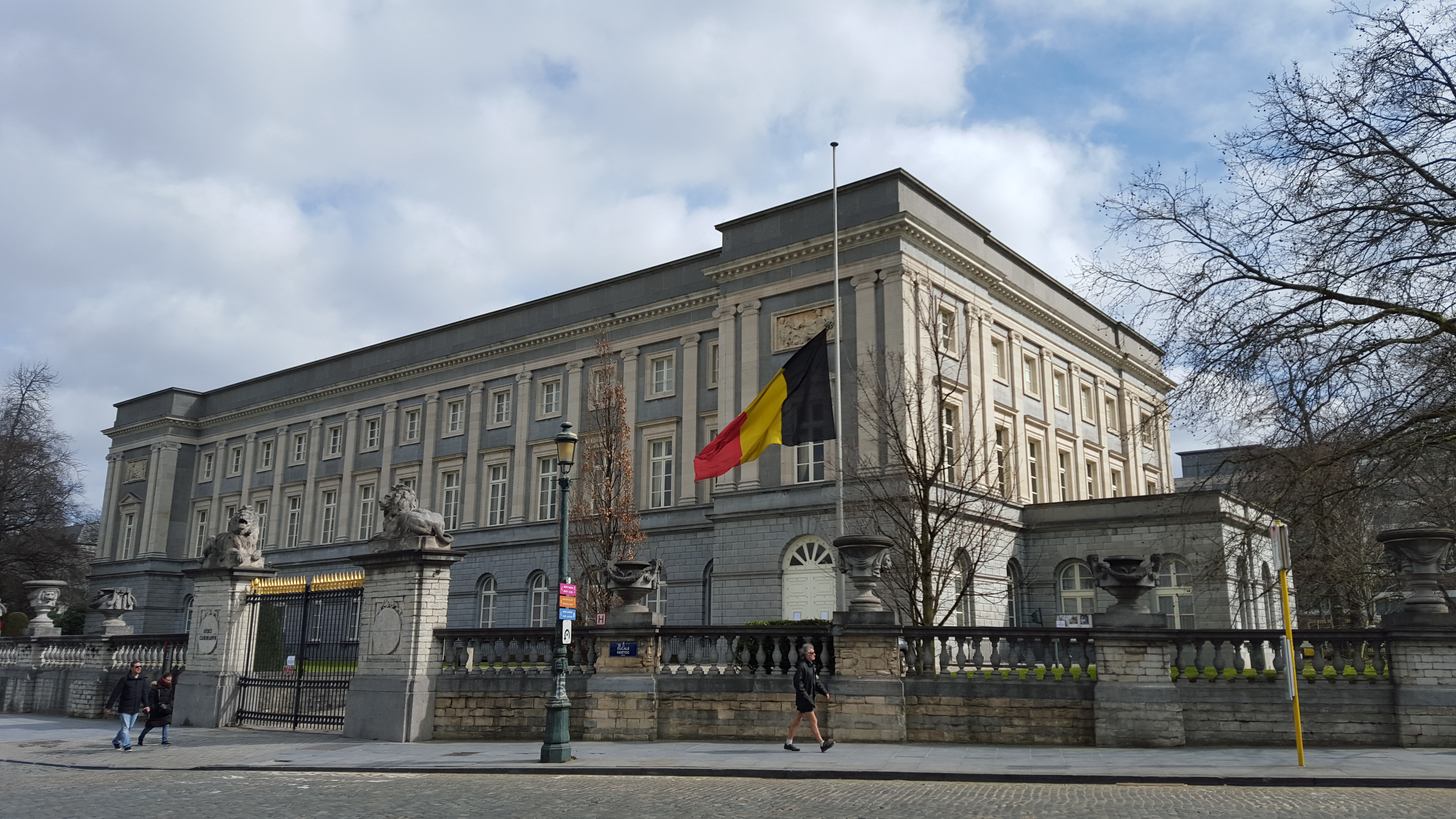
Academy Palace, Bruselas (1823–1828)

### Arquitectura privada
- 1824: Casa de campo Het Hoogeland - Utrecht
- 1830-1837: Ampliación del ala izquierda del Palacio Arenberg (palacio de Egmont) - Petit Sablon, Bruselas
- 1831-1836: Castillo Warocqué en Mariemont (destruido por un incendio en 1960)
- 1832-?: Castillo Bouchout en Meise (restauración y reconstrucción en estilo neogótico)
- 1836: Mausoleo para la soprano La Malibran en el Cementerio de Laeken de Bruselas
- 1837-1841: Villa de Cazeaux - rue Royale, Bruselas (destruida)

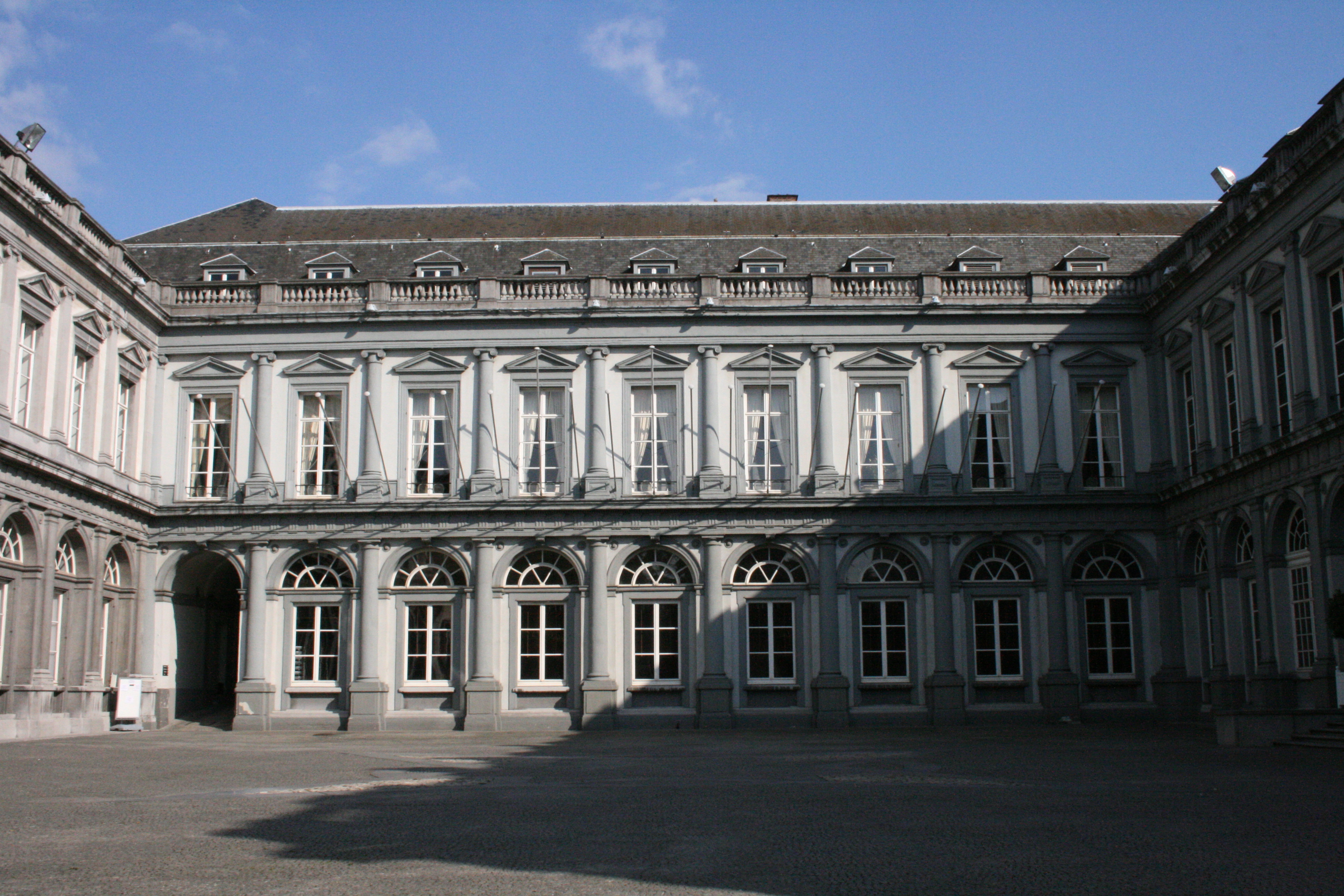
Palacio de Egmont  (1830-1837), Bruselas
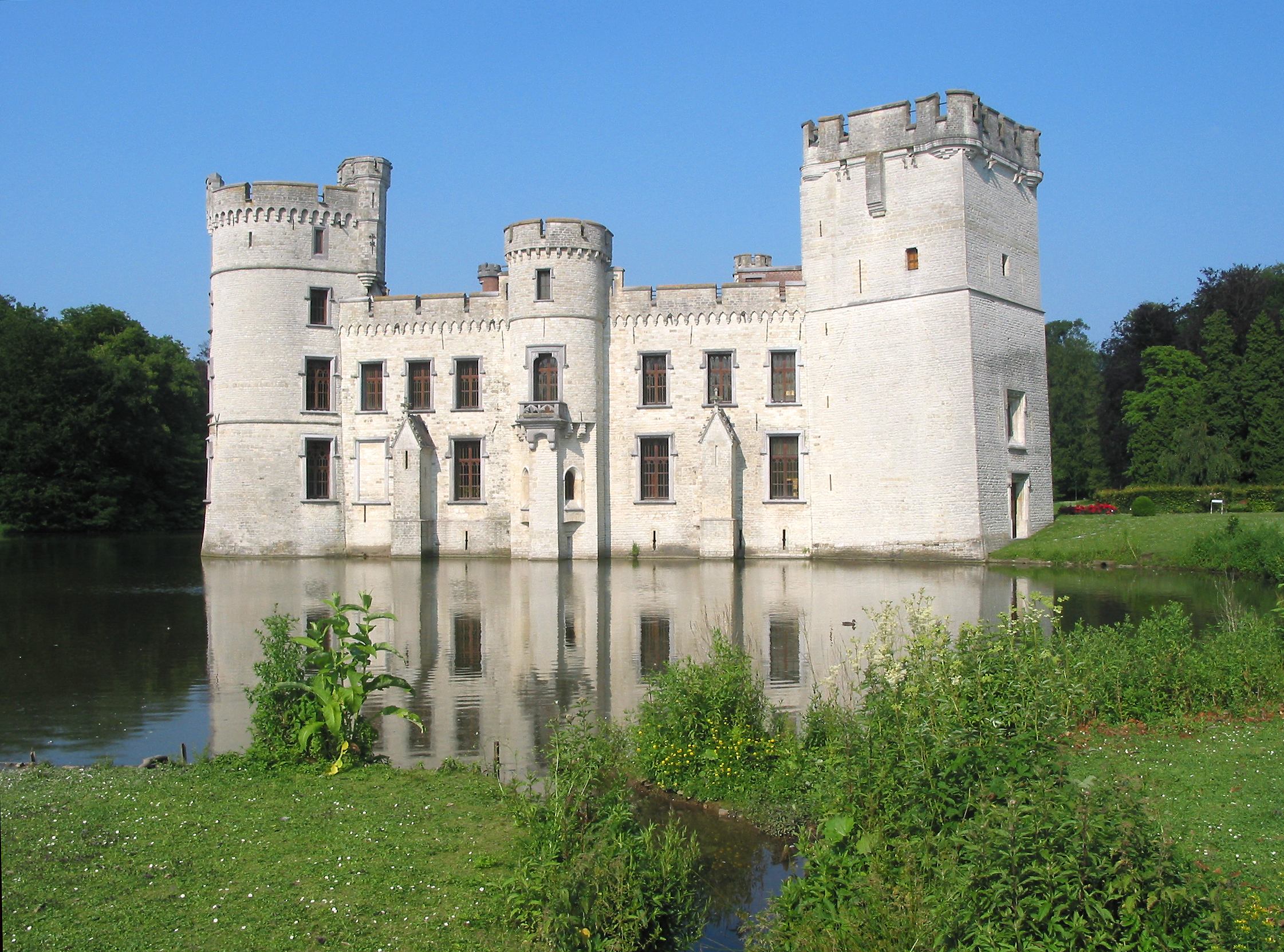
castillo Bouchout, Meise (1832-?)
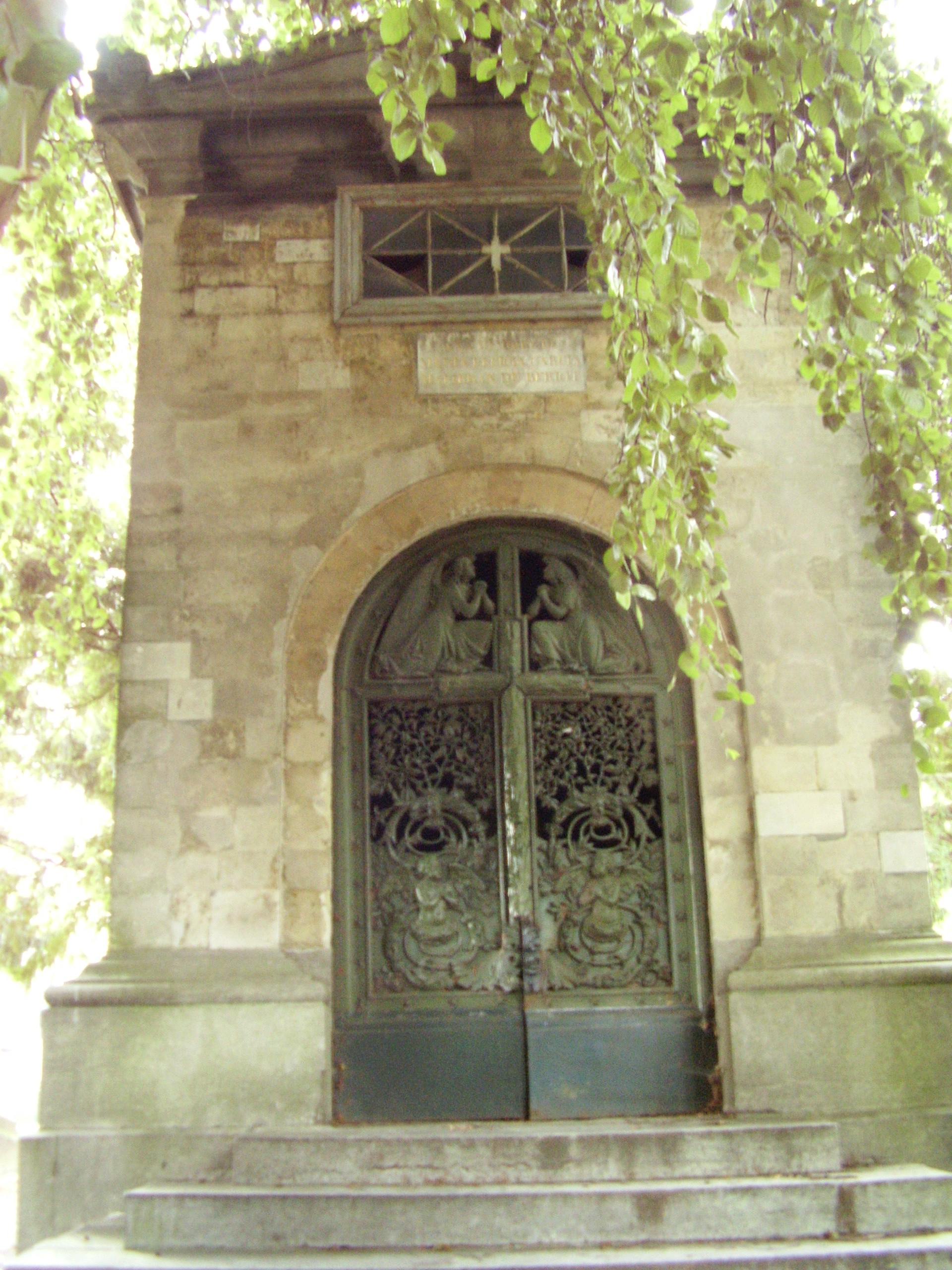
Mausoleo de Maria Malibran (1836), Bruselas